# Aša (Russia)
Aša (in russo Aшa?) è una città della Russia, nell'oblast' di Čeljabinsk. Fondata nel 1898, è il centro amministrativo del rajon Ašinskij. Sorge sui monti Urali lungo le rive del fiume Sim, a circa 380 km di distanza in direzione ovest dal capoluogo Čeljabinsk.